# Jewgeni Nikolajewitsch Birjukow
Jewgeni Nikolajewitsch Birjukow (russisch Евгений Николаевич Бирюков; * 19. April 1986 in Magnitogorsk, Russische SFSR) ist ein russischer Eishockeyspieler, der seit 2002 beim HK Metallurg Magnitogorsk in der Kontinentalen Hockey-Liga unter Vertrag steht.

## Karriere
Jewgeni Birjukow begann seine Karriere als Eishockeyspieler in der Jugend des HK Metallurg Magnitogorsk, für dessen zweite Mannschaft er von 2002 bis 2005 in der drittklassigen Perwaja Liga aktiv war. Anschließend erhielt er einen Profivertrag bei Metallurgs erster Mannschaft aus der Russischen Superliga. Mit seinem Team gewann Birjukow zunächst 2005 den Spengler Cup, sowie anschließend in der Saison 2006/07 die Russische Meisterschaft. Zudem erreichte der Verteidiger in der Saison 2007/08 mit Metallurg das Finale um den IIHF European Champions Cup, in dem er mit seinem Team den tschechischen Meister HC Sparta Prag mit 5:2 schlug. 

### International
Für Russland nahm Birjukow an der U18-Junioren-Weltmeisterschaft 2004 sowie der U20-Junioren-Weltmeisterschaft 2006 teil.

## Erfolge und Auszeichnungen
- 2005 Spengler-Cup-Gewinn mit dem HK Metallurg Magnitogorsk
- 2007 Russischer Meister mit dem HK Metallurg Magnitogorsk
- 2008 IIHF-European-Champions-Cup-Gewinn mit dem HK Metallurg Magnitogorsk
- 2014 Gagarin-Pokal-Sieger und Russischer Meister mit dem HK Metallurg Magnitogorsk
- 2016 Gagarin-Pokal-Sieger und Russischer Meister mit dem HK Metallurg Magnitogorsk

### International
- 2004 Goldmedaille bei der U18-Junioren-Weltmeisterschaft
- 2006 Silbermedaille bei der U20-Junioren-Weltmeisterschaft
- 2012 Goldmedaille bei der Weltmeisterschaft
- 2015 Silbermedaille bei der Weltmeisterschaft

## KHL-Statistik
(Stand: Ende der Saison 2018/19)